# Dirty COW
 (décembre 2017).

Logo basé sur le jeu de mots anglais, COW (Copy-On-Write) est illustré comme une vache sale.

Dirty COW (copy-on-write) est une vulnérabilité de sécurité du noyau Linux qui affecte tous les systèmes d'exploitation Linux, y compris Android. C'est un défaut d'élévation de privilège qui exploite une condition de concurrence dans la mise en œuvre de la copie sur écriture dans le noyau de gestion de la mémoire. Cette vulnérabilité a été découverte par Phil Oester. Un attaquant local peut exploiter cette vulnérabilité pour transformer un fichier accessible en lecture seule en un fichier accessible en écriture. 
Son identification CVE est CVE-2016-5195. Des correctifs sont disponibles pour Debian, Ubuntu
Il a été démontré que la vulnérabilité peut être utilisé sur n'importe quel appareil Android jusqu'à la version Android 7.
Cette vulnérabilité est présente depuis la version 2.6.22 (septembre 2007), et est exploitée depuis au moins octobre 2016. Elle est corrigée depuis les versions 4.8.3, 4.7.9, 4.4.26 mais aussi rétroactivement.